# Cesa (vlinders)
Cesa is een geslacht van vlinders van de familie van de Lycaenidae, uit de onderfamilie van de Aphnaeinae. De wetenschappelijke naam en de beschrijving van dit geslacht werden voor het eerst in 1997 gepubliceerd door Selma Seven Çalışkan.
Dit geslacht is monotypisch, dat wil zeggen dat het maar één soort heeft namelijk Cesa waggae (Sharpe, 1898) uit Somalië.